# Пирсия сердцевидная
Пи́рсия сердцеви́дная (лат. Pearcea cordata) — вид цветковых растений рода Пирсия (Pearcea) семейства Геснериевые (Gesneriaceae). 

## Описание
Стебель длиной около 50 см. Листья сердцевидные. Венчик желтый.

## Распространение
Эндемик Эквадора. Обитает в тропических и субтропических влажных горных лесах в провинции Напо на высоте около 1740 м над уровнем моря.